# Chrysops chusanensis
Chrysops chusanensis är en tvåvingeart som beskrevs av Ouchi 1939. Chrysops chusanensis ingår i släktet Chrysops och familjen bromsar. Inga underarter finns listade i Catalogue of Life.